# خوان أنطونيو رومان كاستيلو
خوان أنطونيو رومان كاستيلو (بالإسبانية: Juan Antonio Román Castillo)‏ (18 سبتمبر 1943 بألمرية في إسبانيا - 22 يناير 2025) هو مدرب كرة قدم ولاعب كرة قدم إسباني في مركز جناح ‏. لعب مع ريال بلد الوليد ونادي إشبيلية ونادي سالامانكا ونادي غرناطة ونادي كارتاخينا ونادي قادش ب ‏.